# Hyperolius laurenti
Hyperolius laurenti är en groddjursart som beskrevs av Schiøtz 1967. Hyperolius laurenti ingår i släktet Hyperolius och familjen gräsgrodor. IUCN kategoriserar arten globalt som sårbar. Inga underarter finns listade i Catalogue of Life.